# هنري كولينز (سياسي)
هنري كولينز هو سياسي كندي، ولد في 1844، وتوفي في 1904. انتخب عمدة فانكوفر (1895 – 1896).